# Abdelkahar Kadri
Abdelkahar Kadri (El Hammamet, 24 giugno 2000) è un calciatore algerino, centrocampista del Gent e della nazionale algerina.

## Carriera
Cresciuto nel settore giovanile del Paradou AC, ha esordito in prima squadra il 15 agosto 2019 disputando l'incontro di Ligue 1 perso 1-0 contro il US Biskra. Dopo due stagioni trascorse nella massima serie algerina, il 12 agosto 2021 viene acquistato dal Kortrijk, formazione della massima serie belga.

## Statistiche

### Presenze e reti nei club
Statistiche aggiornate al 27 settembre 2021.
| Stagione        | Squadra         | Campionato      | Campionato | Campionato | Coppe nazionali | Coppe nazionali | Coppe nazionali | Coppe continentali | Coppe continentali | Coppe continentali | Altre coppe | Altre coppe | Altre coppe | Totale | Totale |
| Stagione        | Squadra         | Comp            | Pres       | Reti       | Comp            | Pres            | Reti            | Comp               | Pres               | Reti               | Comp        | Pres        | Reti        | Pres   | Reti   |
| --------------- | --------------- | --------------- | ---------- | ---------- | --------------- | --------------- | --------------- | ------------------ | ------------------ | ------------------ | ----------- | ----------- | ----------- | ------ | ------ |
| 2019-2020       | Paradou AC      | L1              | 17         | 2          | CA              | 3               | 2               | CCC                | 8                  | 2                  |             | -           | -           | 28     | 6      |
| 2020-2021       | Paradou AC      | L1              | 29         | 3          | CdL             | 1               | 0               |                    | -                  | -                  |             | -           | -           | 30     | 3      |
| Totale Paradou  | Totale Paradou  | Totale Paradou  | 46         | 5          |                 | 4               | 2               |                    | 8                  | 2                  |             | -           | -           | 58     | 9      |
| 2021-2022       | Kortrijk        | D1              | 2          | 0          | CB              | 0               | 0               |                    | -                  | -                  |             | -           | -           | 2      | 0      |
| Totale carriera | Totale carriera | Totale carriera | 48         | 5          |                 | 4               | 2               |                    | 8                  | 2                  |             | -           | -           | 60     | 9      |